# North Lauderdale, Florida
North Lauderdale är en stad (city) i Broward County, i delstaten Florida, USA. Enligt United States Census Bureau har staden en folkmängd på 41 782 invånare (2011) och en landarea på 11,9 km².